# Gorni Dlapkin Dol
Gorni Dlapkin Dol (makedonska: Горни Длапкин Дол) är en ort i Nordmakedonien. Den ligger i kommunen Kičevo, i den västra delen av landet, 60 kilometer sydväst om huvudstaden Skopje. Gorni Dlapkin Dol ligger 809 meter över havet och antalet invånare är 576.